# Kevin Balanta
Kevin Alexander Balanta Lucumí (Santander de Quilichao, 28 aprile 1997) è un calciatore colombiano, centrocampista del Defensa y Justicia in prestito dal Club Tijuana.

## Statistiche

### Presenze e reti nei club
Statistiche aggiornate al 15 aprile 2025.
| Stagione              | Squadra               | Campionato            | Campionato | Campionato | Coppe nazionali | Coppe nazionali | Coppe nazionali | Coppe continentali | Coppe continentali | Coppe continentali | Altre coppe | Altre coppe | Altre coppe | Totale | Totale |
| Stagione              | Squadra               | Comp                  | Pres       | Reti       | Comp            | Pres            | Reti            | Comp               | Pres               | Reti               | Comp        | Pres        | Reti        | Pres   | Reti   |
| --------------------- | --------------------- | --------------------- | ---------- | ---------- | --------------- | --------------- | --------------- | ------------------ | ------------------ | ------------------ | ----------- | ----------- | ----------- | ------ | ------ |
| 2014                  | Deportivo Cali        | A                     | 2          | 0          | CC              | 2               | 0               | -                  | -                  | -                  | -           | -           | -           | 4      | 0      |
| 2015                  | Deportivo Cali        | A                     | 28         | 0          | CC              | 9               | 0               | -                  | -                  | -                  | -           | -           | -           | 37     | 0      |
| 2016                  | Deportivo Cali        | A                     | 14         | 0          | CC              | 1               | 0               | CL                 | 3                  | 0                  | SC          | 1           | 0           | 19     | 0      |
| 2017                  | Deportivo Cali        | A                     | 23         | 0          | CC              | 7               | 0               | CS                 | 2                  | 0                  | -           | -           | -           | 32     | 0      |
| 2018                  | Deportivo Cali        | A                     | 24         | 3          | CC              | 0               | 0               | CS                 | 3                  | 0                  | -           | -           | -           | 27     | 3      |
| gen. 2019             | Deportivo Cali        | A                     | 1          | 0          | CC              | -               | -               | -                  | -                  | -                  | -           | -           | -           | 1      | 0      |
| Totale Deportivo Cali | Totale Deportivo Cali | Totale Deportivo Cali | 92         | 3          |                 | 19              | 0               |                    | 8                  | 0                  |             | 1           | 0           | 120    | 3      |
| feb.-giu. 2019        | Club Tijuana          | LMX                   | 2          | 0          | CM              | 5               | 0               | -                  | -                  | -                  | LC          | 1           | 0           | 8      | 0      |
| 2019-2020             | Club Tijuana          | LMX                   | 20         | 1          | CM              | 1               | 0               | -                  | -                  | -                  | -           | -           | -           | 21     | 1      |
| 2020-2021             | Club Tijuana          | LMX                   | 9          | 0          | -               | -               | -               | -                  | -                  | -                  | -           | -           | -           | 9      | 0      |
| 2021-2022             | Querétaro             | LMX                   | 25         | 0          | -               | -               | -               | -                  | -                  | -                  | -           | -           | -           | 25     | 0      |
| 2022-2023             | Querétaro             | LMX                   | 24         | 0          | -               | -               | -               | -                  | -                  | -                  | -           | -           | -           | 24     | 0      |
| Totale Querétaro      | Totale Querétaro      | Totale Querétaro      | 49         | 0          |                 | -               | -               |                    | -                  | -                  |             | -           | -           | 49     | 0      |
| 2023-2024             | Club Tijuana          | LMX                   | 31         | 0          | -               | -               | -               | -                  | -                  | -                  | LC          | 1           | 0           | 32     | 0      |
| 2024-gen. 2025        | Club Tijuana          | LMX                   | 14         | 0          | -               | -               | -               | -                  | -                  | -                  | LC          | 1           | 0           | 15     | 0      |
| Totale Club Tijuana   | Totale Club Tijuana   | Totale Club Tijuana   | 76         | 1          |                 | 6               | 0               |                    | -                  | -                  |             | 3           | 0           | 85     | 1      |
| 2025                  | Defensa y Justicia    | PD                    | 5          | 0          | CA              | 1               | 1               | CS                 | 2                  | 0                  | -           | -           | -           | 8      | 1      |
| Totale carriera       | Totale carriera       | Totale carriera       | 222        | 4          |                 | 26              | 1               |                    | 10                 | 0                  |             | 4           | 0           | 262    | 5      |

### Cronologia presenze e reti in nazionale
| Cronologia completa delle presenze e delle reti in nazionale ― Colombia | Cronologia completa delle presenze e delle reti in nazionale ― Colombia | Cronologia completa delle presenze e delle reti in nazionale ― Colombia | Cronologia completa delle presenze e delle reti in nazionale ― Colombia | Cronologia completa delle presenze e delle reti in nazionale ― Colombia | Cronologia completa delle presenze e delle reti in nazionale ― Colombia | Cronologia completa delle presenze e delle reti in nazionale ― Colombia | Cronologia completa delle presenze e delle reti in nazionale ― Colombia |
| Data                                                                    | Città                                                                   | In casa                                                                 | Risultato                                                               | Ospiti                                                                  | Competizione                                                            | Reti                                                                    | Note                                                                    |
| ----------------------------------------------------------------------- | ----------------------------------------------------------------------- | ----------------------------------------------------------------------- | ----------------------------------------------------------------------- | ----------------------------------------------------------------------- | ----------------------------------------------------------------------- | ----------------------------------------------------------------------- | ----------------------------------------------------------------------- |
| 8-9-2015                                                                | Harrison                                                                | Colombia                                                                | 1 – 1                                                                   | Perù                                                                    | Amichevole                                                              | -                                                                       | 46’ 65’                                                                 |
| Totale                                                                  |                                                                         | Presenze                                                                | 1                                                                       |                                                                         | Reti                                                                    | 0                                                                       |                                                                         |

## Palmarès

### Club

#### Competizioni nazionali
- Súper Liga: 1

Deportivo Cali: 2014
- Campionato colombiano: 1

Deportivo Cali: 2015-I